# Drovers-Cave-Nationalpark

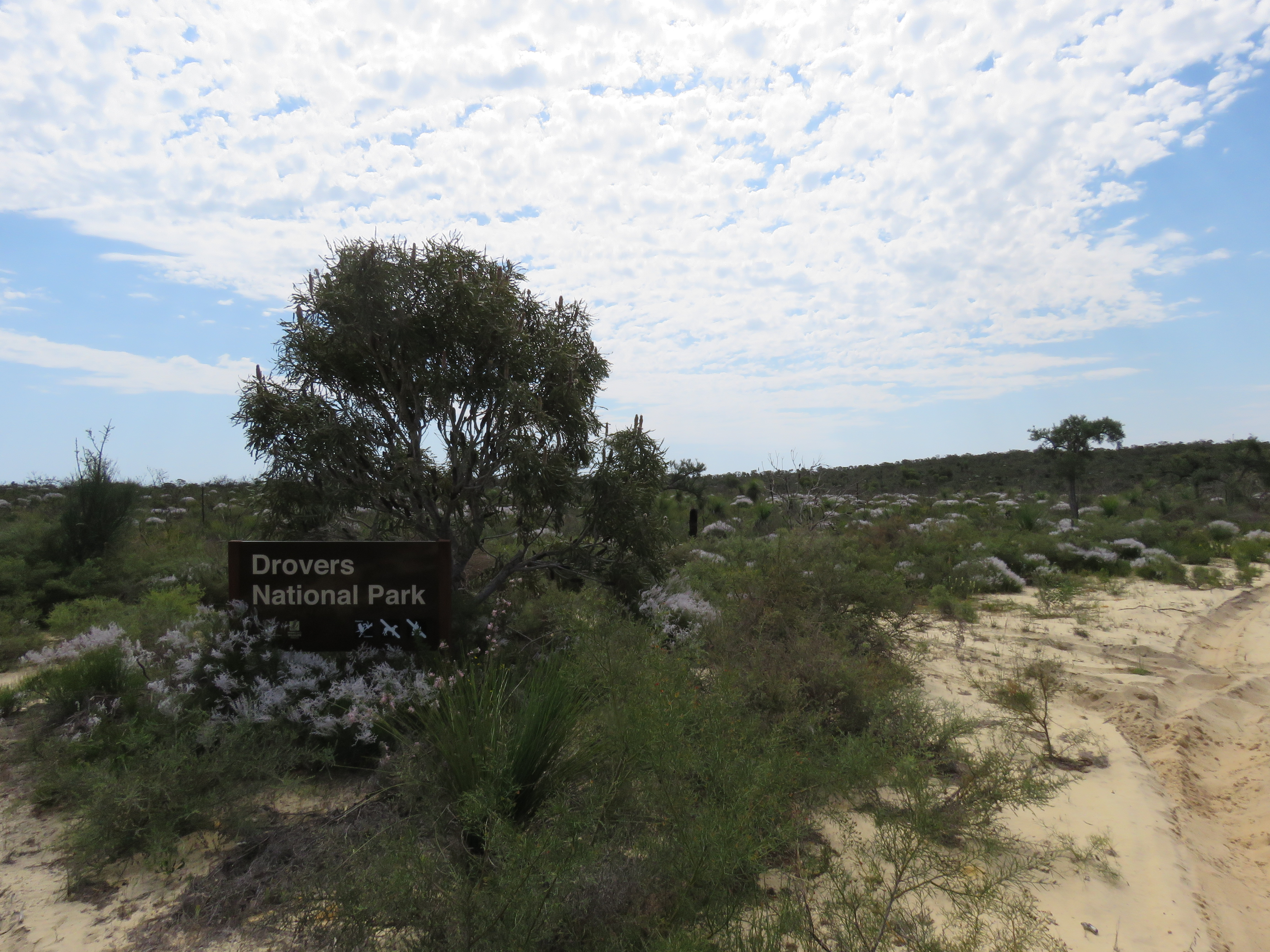
Drovers-Cave-Nationalpark, südlicher Zugang

Der Drovers-Cave-Nationalpark ist ein Nationalpark im Südwesten des australischen Bundesstaates Western Australia, 201 km nordwestlich von Perth, 170 km südöstlich von Geraldton und 6 km östlich von Jurien Bay.
Das Gebiet besteht aus Kalksteinfelsen, in dem sich etliche Höhlen gebildet haben. Die Eingänge vieler Höhlen im Park wurden mit Leinwand verhängt und sind so für die Öffentlichkeit unzugänglich, um Unfälle und Vandalismus zu vermeiden.
Einige der zugänglichen Höhlen sind die Hastings Cave, die Moora Cave, die Old River Cave und die Mystery Cave. Die Hastings Cave ist für ihre Fossilien bekannt.

## Geschichte
Drovers Cave war bei frühen Forschern und Stockmen gut bekannt; ihre Lage in der Nähe der Canning Stock Route bedeutete, dass sie oft von Cowboys (au-engl.: drover) besucht wurde, daher ihr Name. Der erste Cowboy hinterließ seine Spuren an der Höhlenwand 1886. Zwischen 1930 und 1940 gab es viele weitere derartige Besuche. 1973 wurde die Höhle vermessen und im gleichen Jahr zum Nationalpark erklärt.

## Flora und Fauna
Die angestammte Vegetation im Park besteht aus Buschbanksien, One-sides Bottlebrush (Calothamnus quadrifidus) und Parrot Bush (Banksia sessilis). An Tieren findet man Emus, Honigbeutler, westliche Bilchbeutler, Kurzschnabeligel, westliche graue Riesenkängurus, australische Trappen und viele Reptilien.